# Cheng Fei
Cheng Fei (chiń. 程菲; pinyin Chéng Fēi; ur. 29 maja 1988 w Huangshi) – chińska gimnastyczka, trzykrotna medalistka olimpijska, pięciokrotna mistrzyni świata.
Największym osiągnięciem zawodniczki jest złoty medal igrzysk olimpijskich w Pekinie w 2008 roku w konkurencji drużynowej i dwa brązowe medale indywidualne – w konkurencji skoku i ćwiczeń na równoważni. Jest pięciokrotną mistrzynią świata.

## Osiągnięcia
| Rok  | Zawody               | Miasto    | Miejsce | Konkurencja             | Punktacja |
| ---- | -------------------- | --------- | ------- | ----------------------- | --------- |
| 2005 | Mistrzostwa świata   | Melbourne | 1       | Skok                    | 9.656     |
| 2006 | Mistrzostwa świata   | Århus     | 1       | Skok                    | 15.712    |
| 2006 | Mistrzostwa świata   | Århus     | 1       | Ćwiczenia wolne         | 15.875    |
| 2006 | Mistrzostwa świata   | Århus     | 1       | Drużynowo               | 182.200   |
| 2007 | Mistrzostwa świata   | Stuttgart | 2       | Drużynowo               | 183.450   |
| 2007 | Mistrzostwa świata   | Stuttgart | 1       | Skok                    | 15.937    |
| 2008 | Igrzyska olimpijskie | Pekin     | 1       | Drużynowo               | 188.900   |
| 2008 | Igrzyska olimpijskie | Pekin     | 3       | Skok                    | 15.562    |
| 2008 | Igrzyska olimpijskie | Pekin     | 3       | Ćwiczenia na równoważni | 15.950    |